# Костин, Николай Фёдорович (историк)
Никола́й Федорович Ко́стин (22 мая 1923, деревня Березки, Калужская губерния — 15 мая 2007, Нарва, Эстония) — военный историк и публицист. Автор книги «Битва за Нарву», посвящённой операции Ленинградского фронта по освобождению Нарвы в феврале-августе 1944 года.

## Биография

### Детские и юношеские годы
Родился в 1923 году в деревне Березки в крестьянской семье. Его отец, участвовавший в организации колхозного движения, вскоре переехал в Ленинград и устроился там на завод «Металлист». В 1931 году к нему переехала и вся его семья, до этого времени остававшаяся в деревне. Проживая в Ленинграде, Николай учился в школе и буквально перед самым началом войны успел поработать на заводе.

### В годы войны
С 1941 года в составе небольшой группы ленинградцев Костин некоторое время рыл окопы и траншеи в Кингисеппском районе Ленинградской области, затем воевал в ополчении Московского района под Ленинградом. Добровольно призвавшись в октябре 1941 года в Красную Армию, он какое-то время служил в авиационно-ремонтной базе 13-й Воздушной армии.
С 1942 года Костин воевал артиллеристом в 92-й стрелковой дивизии Ленинградского фронта, сначала наводчиком, затем — командиром трофейного артиллерийского орудия. В этом качестве участвовал в обороне Пулковских высот и боях на Карельском перешейке.
Окончив ускоренные офицерские курсы в начале 1944 года, Костин получил назначение офицером в отдельный батальон связи знаменитого 30-го гвардейского стрелкового корпуса, входившего в состав 2-й Ударной армии под командованием И. И. Федюнинского. В составе этого соединения принимал непосредственное участие в боях за освобождение Нарвы в феврале и июле-августе 1944 года.
Затем освобождал другие города Эстонии, а вскоре был переведен в 56-ю Пушкинскую стрелковую дивизию, которая к тому времени вела боевые действия западнее Риги. В её составе Костин участвовал в боях под Тукумсом, вплоть до получения в январе 1945 года тяжелого ранения в ногу. Позднее, в сентябре 1945 года, участвовал в войне с Японией.

### Послевоенная служба
После окончания войны Костин около восьми лет продолжал нести службу на Дальнем Востоке. В 1953 году был направлен на учебу в Военно-политическую академию имени В. И. Ленина, но спустя полтора месяца забракован по слуху. Позднее продолжал службу в составе Ленинградского военного округа на Кургальском полуострове и в некоторых других местах. Уволился в запас в 1961 году в звании майора и в должности заместителя командира ракетного дивизиона, дислоцированного в городе Гвардейске Калининградской области. Позднее ему было присвоено звание подполковника.

### В Нарве
Прибыв после демобилизации в 1962 году в эстонский город Нарву, Костин более 20 лет, вплоть до 1982 года, работал старшим товароведом и инженером-механиком в управлении торговли, участвовал в деятельности общества защиты прав потребителей. В 1965 году закончил Нарвский политехникум.

### Общественная деятельность
С начала своего приезда в Нарву Костин занимался общественной деятельностью, в частности — военно-патриотическим воспитанием молодежи. Был лектором городской организации общества «Знание», также по линии комитета содействия городскому военкомату читал лекции на тему развития ракетной техники перед офицерами запаса. С 1975 года возглавлял секцию военно-патриотического воспитания в Совете ветеранов. Где-то с 1995 по 2006 год работал заместителем председателя Нарвского городского Союза ветеранов.

## Историк и публицист
Темой боёв по освобождению Нарвы в 1944 году Костин, принимавший в них непосредственное участие (30-й гвардейский корпус, в составе которого он воевал, по его мнению — был одним из главных участников освобождения Нарвы), начал интересоваться с начала своего приезда в город в 1962 году.
Позднее Костин не раз говорил в печати о том, что по подсчётам генерала армии И. И. Федюнинского, в боях под Нарвой потери 2-й Ударной армии составили 67 тысяч погибших воинов. Кроме того, нужно учитывать, что здесь воевали ещё 8-я и 59-я армии, 13-я воздушная армия и некоторые подразделения Балтийского флота.
Поначалу Костин занимался темой боёв на Нарвском плацдарме со школьной молодёжью, одновременно собирая материал по этим боям. Позднее, познакомившись с директором Нарвского музея, дипломированным историком Евгением Кривошеевым, объединяя усилия, продолжил ещё более усиленно собирать материалы, публикуя их на страницах газет «Молодёжь Эстонии» и «Нарвский рабочий».
Уже позднее, в 1982 году, по просьбе участников освобождения города, приезжавших на годовщины освобождения Нарвы, Костин совместно с Кривошеевым начал работу над книгой. Если его соавтор Кривошеев встречался с известными военачальниками, участниками и очевидцами тех событий, то Костин больше работал в Публичной библиотеке и Центральном музее Советской Армии, разбирая материалы, касавшиеся боёв за Нарву.
Книга Костина и Кровошеева «Битва за Нарву» была издана в июле 1984 года — к 40-летию освобождения города от фашизма. К большому удовольствию авторов, их труд получил высокую оценку как среди историков, так и обычных жителей города. Книга была издана тиражом в 9 тысяч экземпляров.
Николай Костин также довольно усиленно, вплоть до последних лет, занимался работой среди поисковиков, принимая участие в перезахоронении воинов, погибших на Нарвском плацдарме в 1944 году. В частности, он консультировал поисковиков и журналистов в 2002 году, когда были найдены останки более 40 погибших участников Мерекюльского десанта.

## Награды
- Орден Отечественной войны 1-й степени
- 3 ордена Красной Звезды
- Медали «За отвагу», «За боевые заслуги», «За оборону Ленинграда» и другие.

## Сочинения
- Кривошеев Е. П., Костин Н. Ф. Битва за Нарву, февраль-сентябрь 1944. — Таллин: Ээсти раамат, 1984. — 159 с. — 9000 экз.